# Archanes-Asteroussies
Archanes-Asteroussies (tiếng Hy Lạp: ?) là một khu tự quản ở vùng Kríti, Hy Lạp. Khu tự quản Archanes-Asteroussies có diện tích 337 km², dân số theo điều tra ngày 18 tháng 3 năm 2001 là 17531 người.